# Tarnobrzeg
Tarnobrzeg – miasto w Polsce, na prawach powiatu, położone w województwie podkarpackim. Siedziba władz powiatu tarnobrzeskiego w latach 1867–1975 oraz od 1999. Siedziba władz województwa tarnobrzeskiego w latach 1975–1998. W latach 1973–1976 miasto było siedzibą gminy wiejskiej Tarnobrzeg. Do początku lat 90. XX wieku największy w Polsce ośrodek wydobycia i przetwórstwa siarki.
Według danych GUS z 31 grudnia 2024 roku, Tarnobrzeg liczył 43 224 mieszkańców.
Tarnobrzeg uzyskał lokację miejską w 1593 roku, ale nie została ona zrealizowana, ponowne nadanie praw miejskich przed 1681 rokiem.

## Nazwa miasta
Nazwa Tarnobrzega nawiązuje do rodziny szlacheckiej, która ufundowała miasto – Tarnowskich. Nazwa Tarnobrzeg przeważyła nad innymi proponowanymi nazwami: „Tarnodwór”, „Nowo Dwór” czy „Nowy Tarnów”. W czasach PRL, w ramach deburżuaizacji próbowano przeforsować fałszywą tezę, iż nazwa Tarnobrzeg związana jest z tarniną, która porastała brzeg Wisły. Teza ta nie miała żadnego uzasadnienia logicznego i była próbą przekłamania historii. Fakt pochodzenia nazwy Tarnobrzeg od rodu Tarnowskich, jest w tym momencie bezsporny. Podobne nazwy nosiły inne miasta założone przez rodzinę Tarnowskich, np.: Tarnogród, Tarnopol. Sam Tarnobrzeg miał zastąpić Tarnowskim utracony wcześniej Tarnów.
Nazwa użyta w akcie lokacyjnym („Tarnobrzeg”) nie przyjęła się wśród mieszkańców. Miasto założone na prawie magdeburskim było de facto przysiółkiem magnackiej siedziby Tarnowskich – Dzikowa. Znacznie starsza, ludniejsza i ważniejsza administracyjnie była też inna pobliska osada – Miechocin. Aż do XX wieku to te dwie nazwy przeważają w powszechnym użyciu zamiast nazwy Tarnobrzeg. Obraz z sanktuarium tarnobrzeskiego nosi nazwę Matki Bożej Dzikowskiej, konfederacja zawiązana w Tarnobrzegu określana jest jako dzikowska, a zjazd Stronnictwa Demokratycznego z 1927 roku nosi nazwę dzikowskiego. Początkowo znacznie ludniejszy i spełniający ważne funkcje administracyjne był Miechocin. W czasach piastowskich był siedzibą najmniejszej podstawowej jednostki administracyjnej – opola. Kościół w Miechocinie był siedzibą archidekanatu i aż do 1922 roku był siedzibą jedynej parafii tarnobrzeskiej.
Miasto z nazwy „Tarnobrzeg” funkcjonuje w powszechnej świadomości i jako jednostka administracyjna dopiero od XIX wieku. Wtedy to stało się siedzibą powiatu oraz powstała stacja kolejowa – Tarnobrzeg. W 1918 roku powstałe samozwańcze państwo nosiło nazwę Republiki Tarnobrzeskiej. Odrodzona II Rzeczpospolita pozostawiła Tarnobrzeg siedzibą powiatu. Po odkryciu siarki w pobliskich Machowie, Jeziórku i Grębowie, Tarnobrzeg szybko się rozwijał oraz stał się siedzibą województwa, które nosiło nazwę tarnobrzeskiego. Nawet Matka Boża Dzikowska zaczyna być nazywana Matką Bożą Tarnobrzeską.
Tarnobrzeg jest jednym z większych obszarowo miast, a jego granice sięgają Sandomierza. Odległość od południowych do północnych granic miasta to ok. 20 km. Nazwa Tarnobrzeg, początkowo ograniczona do pl. Bartosza Głowackiego, zdecydowanie wyparła inne historyczne odrębne jednostki takie jak Zakrzów, Dzików, Machów, Wielowieś, Miechocin, Sielec, Podłęże, Sobów, Mokrzyszów. Wszystkie one są teraz integralną częścią rozszerzonego administracyjnie miasta.
Tarnobrzeg w języku jidysz, דזיקאוו, czyli Żikew, przez Żydów utożsamiany był z Dzikowem. W Tarnobrzegu obowiązywał zakaz osiedlania się Żydów, więc zamieszkiwali oni w pobliskim Dzikowie; gdy zakaz uchylono, przeprowadzali się oni do miasta, przenosząc jednocześnie nazwę swej poprzedniej siedziby na Tarnobrzeg.

## Geografia
Tarnobrzeg leży na prawym brzegu Wisły, w południowo-wschodniej części Polski, w Kotlinie Sandomierskiej na pograniczu Równiny Tarnobrzeskiej i Niziny Nadwiślańskiej. Jest to najdalej na północ wysunięte miasto regionu karpackiego.
Dominują gleby bielicowe, na terenach nabrzeżnych mady rzeczne oraz piaszczyste brzegi. Dużo gruntów zostało zalesionych. W rejonie Tarnobrzega jest wiele lasów wchodzących w skład Puszczy Sandomierskiej. Głównymi drzewami są: sosna zwyczajna, dąb szypułkowy, olsza czarna, buk i brzoza.
Administracyjnie graniczy bezpośrednio z Sandomierzem i województwem świętokrzyskim. Historycznie położony jest w Małopolsce. Leżał w ziemi sandomierskiej. W wyniku rozbiorów związany z Galicją. Przynależność tę zachowano w II Rzeczypospolitej, w tym czasie administracyjnie przynależał do województwa lwowskiego. Stan ten utrzymuje się do dziś i Tarnobrzeg związany jest administracyjnie z województwem ze stolicą w Rzeszowie (tj. pozostałą przy Polsce częścią województwa lwowskiego). Do dawnego województwa sandomierskiego nawiązywało województwo tarnobrzeskie z lat 1976–1999. Do terenu dawnej ziemi sandomierskiej nawiązuje też zasięg rzymskokatolickiej diecezji sandomierskiej.

## Historia
Założony w 1593 roku przez Tarnowskich, był ośrodkiem handlu i rzemiosła. Znany jako ośrodek kultu maryjnego. Zniszczony w czasie najazdu szwedzkiego podupadł i rozwinął się ponownie dopiero po II wojnie światowej. Wtedy to stał się centrum Tarnobrzeskiego Zagłębia Siarkowego oraz wykształconego na nim Tarnobrzeskiego Okręgu Przemysłowego. Obecnie kopalnia została zasypana i zabezpieczona, a zakłady przemysłowe są w fazie likwidacji, częściowo zamienione na specjalną strefę ekonomiczną. Natomiast w miejscu dawnego zagłębia utworzono Jezioro Tarnobrzeskie.

### Kalendarium
- ok. 1000 – osady w Miechocinie i Wielowsi, Miechocin siedzibą opola – najmniejszej jednostki administracyjnej w czasach piastowskich, pierwsza chrześcijańska drewniana kaplica w Miechocinie
- ok. 1132 – parafia katolicka w Miechocinie
- ok. 1160 – budowa pierwszego murowanego kościoła Marii Magdaleny w Miechocinie na miejscu dawnej drewnianej kaplicy
- 1215 – powstała katolicka parafia w Wielowsi
- 1218 – pielgrzymka do Wielowsi bł. Czesława i św. Jacka Odrowąża
- 1241 – najazd tatarski, zniszczenie Miechocina
- 1349 – Rafał Tarnowski (zm. 1372 lub 1373) wziął za żonę dziedziczkę Wielowsi, Dzierżkę, powstanie rodu Tarnowskich linii wielowiejsko-dzikowskiej ściśle związanej z obszarem współcześnie utożsamianym z Tarnobrzegiem
- 1376 – najazd Litwinów i Rusinów, spustoszenie terenów osadniczych Puszczy Sandomierskiej w tym Miechocina
- XIV wiek – budowa pierwszego warownego zamku w Dzikowie
- 1440 – pobyt Jana Długosza w Miechocinie
- 1502 – król Aleksander Jagiellończyk wyznaczył Miechocin jako punkt zborny pospolitego ruszenia ziemi sandomierskiej na wojnę z Tatarami
- początek XVI wieku – reformacja, przejęcie kościoła miechocińskiego przez kalwinów
- 1522 – Andrzej Ossoliński sprzedał Janowi Spytkowi Tarnowskiemu zamek dzikowski
- 1542 – czteromiesięczna wizyta króla Zygmunta Starego, królowej Bony wraz z dziećmi w posiadłościach Tarnowskich, w związku z krakowską epidemią „morowego powietrza”
- 28 maja 1593 – przywilej fundacyjny na prawie magdeburskim nadany został kasztelanowi sandomierskiemu Stanisławowi Tarnowskiemu przez króla Zygmunta III Wazę w Warszawie
- pierwsza ćwierć XVII w. – powstanie prawdopodobnie pierwszej drewnianej synagogi, początki intensywnego osadnictwa żydowskiego
- ok. 1645 – budowa murowanego zamku w Dzikowie
- 1655 – potop szwedzki: zniszczenie osady przez Szwedów i pogrom Żydów
- 1657 – spustoszenie miasta przez Kozaków i Siedmiogrodzian
- 1660 – 1664 – odbudowa miasta
- 1676 – kontrreformacja, fundacja kościoła, sprowadzenie dominikanów
- 1678 – cudowny obraz z dworu w Dzikowie przeniesiony został do kościoła dominikańskiego
- 14 kwietnia 1681 – potwierdzenie lokacji miasta przez Jana III Sobieskiego, pierwsze rozszerzenie granic miasta, przyłączenie wsi Dzików
- 1688 – podniesienie rangi klasztoru dominikańskiego do rzędu klasztorów przeorskich
- 1693 – początek budowy murowanego zespołu klasztornego dominikanów i kościoła
- początek XVIII wieku – klęski żywiołowe, epidemie, pożary, zniszczenia: pożary miasta (1703, 1709), dżuma (1708), przemarsze wojsk saskich, rosyjskich, powódź (1713), wielka susza, klęska głodu (1714), epidemie i zarazy (1715–1720)

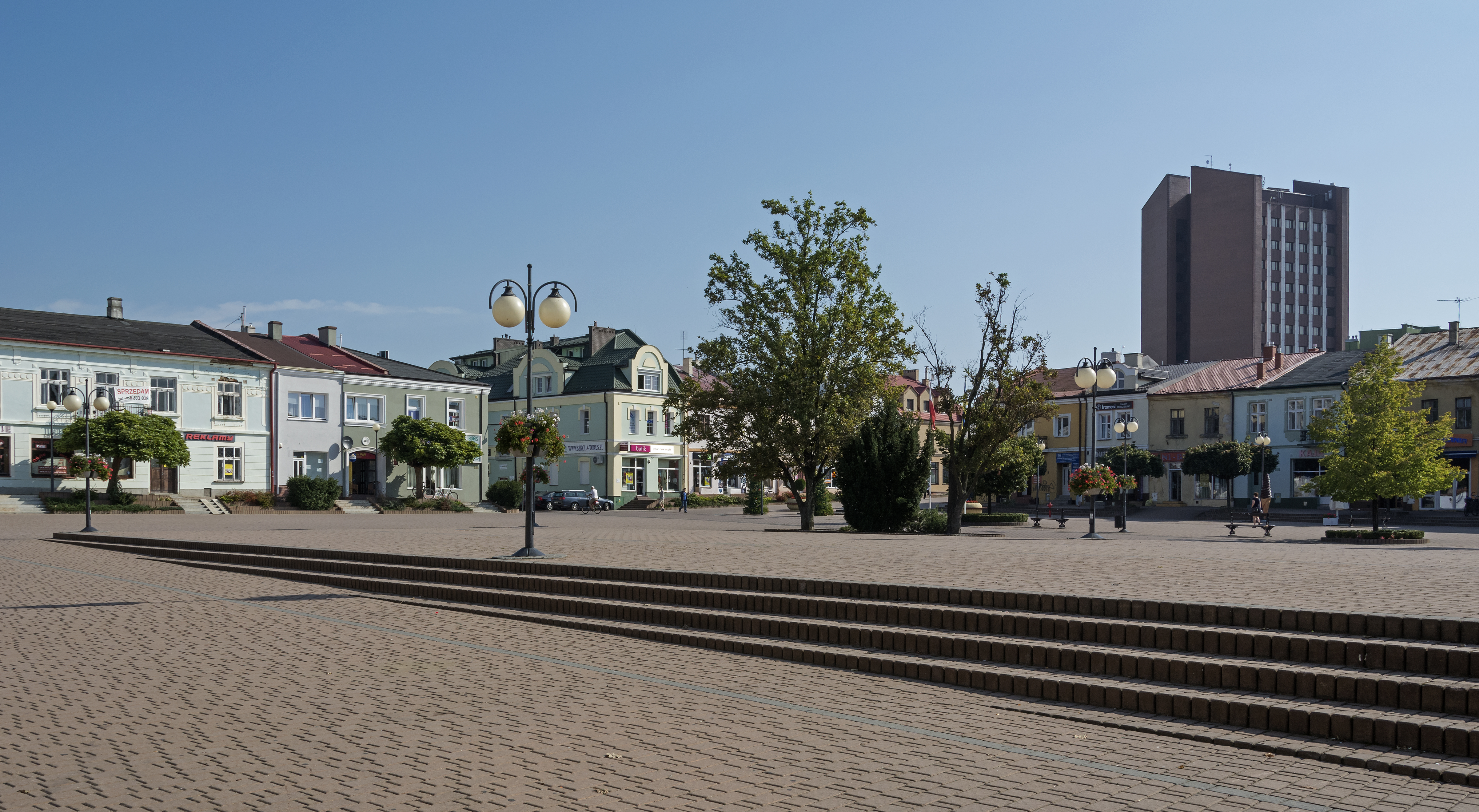
Rynek w Tarnobrzegu

- 5 listopada 1734 – konfederacja dzikowska w obronie króla Stanisława Leszczyńskiego
- 1735 – początek budowy synagogi żydowskiej
- 1768 – splądrowanie zamku dzikowskiego przez zwolenników króla i Rosji
- 1772 – I rozbiór Polski, Tarnobrzeg pod zaborem austriackim (jako część Królestwa Galicji)
- 1786 – Dzików ponownie samodzielną jednostką administracyjną
- 1809 – spustoszenie zamku dzikowskiego przez Austriaków podczas wojny polsko-austriackiej
- 1815 – wielkie powodzie w Wielowsi
- 1855 – Tarnobrzeg siedzibą powiatu
- 1861 – powstanie zakonu dominikanek w Wielowsi, działalność Kolumby Białeckiej (zm. 1887)
- 5/6 czerwca 1862 – wielki pożar miasta
- 1862 – 1870 – budowa murowanej synagogi
- 1863 – z Dzikowa wyruszył oddział płka Zygmunta Jordana, by przekroczyć granicę Królestwa Polskiego i wziąć udział w powstaniu styczniowym; 20 czerwca tarnobrzeżanie biorą udział w bitwie pod Komorowem
- 1864 – pierwsza szkoła w mieście, fundacja pierwszego szpitala
- 1867 – siedziba starostwa tarnobrzeskiego, wyodrębnienie z Tarnobrzega Dzikowa jako osobnej gminy wiejskiej, założenie stacji telegraficznej
- 1870 – budowa browaru
- 1879 – powódź
- 1887 – połączenie kolejowe trasy Dębica – Rozwadów
- 1888 – wielki pożar, prawie doszczętne zniszczenie miasta
- 1889 – założenie czytelni miejskiej z inicjatywy Antoniego Surowieckiego, utworzenie Towarzystwa Oświaty Ludowej
- 1894 – fundacja szpitala publicznego im. Zofii z Zamoyskich Tarnowskiej (funkcjonuje do dziś)
- 1898 – 50. rocznica zniesienia pańszczyzny w zaborze austriackim, wielka inscenizacja bitwy racławickiej
- 8 września 1904 – pierwsza koronacja obrazu Matki Bożej Dzikowskiej, odsłonięcie pomnika Bartosza Głowackiego
- 1909 – powstanie Cesarsko-Królewskiej Wyższej Szkoły Realnej
- 1913 – budowa dworca kolejowego
- 1914 – powstaje wojskowe lotnisko
- 1915 – duże zniszczenia miasta w wyniku ofensywy armii carskiej
- październik 1918 – wycofanie się wojsk austriacko-węgierskich, podporządkowanie się Polskiej Komisji Likwidacyjnej w Krakowie
- 6 listopada 1918 – wystąpienia chłopskie, których skutkiem było powstanie samozwańczej, lecz sprawującej efektywną władzę Republiki Tarnobrzeskiej; jednym z jej założeń było ukształtowanie nowego „państwa” na wzór Republiki Rad
- 1919 – pacyfikacja Republiki przez wojska polskie, faktyczne włączenie w skład państwa polskiego
- 1922 – formalne utworzenie pierwszej miejskiej parafii
- 1927 – „zjazd dzikowski” Stronnictwa Demokratycznego
- 1936 – włączenie Tarnobrzega w plany COP, plany utworzenia rafinerii
- 13 września 1939 – wkroczenie wojsk niemieckich, początek okupacji hitlerowskiej
- październik 1939 – wysiedlenia Żydów i początek ich zagłady (w 1939 r. Żydzi stanowili 67% ludności miasta, głównie chasydzi)
- 1940 – początek niszczenia zabudowań pożydowskich przez Niemców
- 1941 – 1944 – działalność oddziału partyzanckiego Jędrusiów
- czerwiec 1941 – lipiec 1942 – utworzenie getta dla ludności żydowskiej
- 5 sierpnia 1944 – wkroczenie Armii Czerwonej, pierwsze aresztowania NKWD
- jesień 1944 – budowa trzech mostów: ruchu pieszego, transportu artylerii, kolei wąskotorowej
- 1948 – 1949 – działalność antykomunistycznego Młodzieżowego Ruchu Oporu
- 28 września 1953 – odkrycie złóż siarki[9]
- od 1957 – szybki rozwój miasta; powstanie nowych osiedli, rozbudowa przemysłu siarkowego, wykształcenie się okręgu przemysłowego
- 1975 – miasto zostaje siedzibą władz województwa tarnobrzeskiego
- 1976 – rozszerzenie administracyjnych granic miasta, przyłączenie: Miechocina, Machowa, Wielowsi, Nagnajowa, Sielca, Sobowa, Ocic, Mokrzyszowa, Zakrzowa
- maj 1979 – powstaje drewniany kościół na Serbinowie, rozpoczęcie działalności przez Michała Józefczyka (zm. 2016)
- wrzesień 1980 – Solidarnościowe strajki w kopalniach Machów, Jeziórko i Piaseczno
- lata 90. XX wieku – załamanie się przemysłu siarkowego, początek stagnacji w rozwoju miasta
- 1 stycznia 1999 – w wyniku reformy administracyjnej Tarnobrzeg został powiatem grodzkim oraz siedzibą powiatu ziemskiego
- 12 czerwca 1999 – Jan Paweł II podczas VII pielgrzymki do Polski wylądował w Tarnobrzegu w celu celebrowania Mszy w Sandomierzu
- maj – czerwiec 2010 – w wyniku powodzi katastrofalnie dwukrotnie zostały zalane północne i zachodnie części miasta
- 21 lutego 2018 – urzędujący Prezydent Miasta Grzegorz Kiełb zatrzymany przez Centralne Biuro Antykorupcyjne (zobacz: Afera korupcyjna w Tarnobrzegu (2018))

Do 1772 Tarnobrzeg leżał na ziemi i w województwie sandomierskim
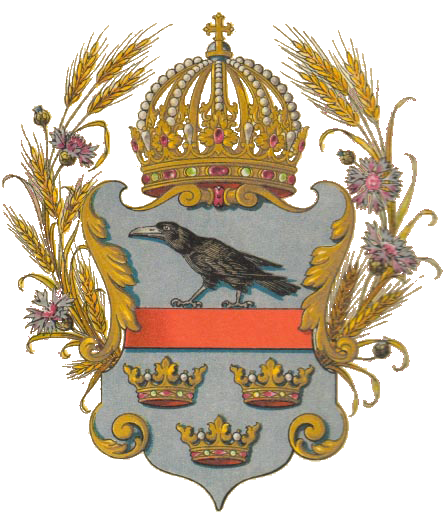
1772–1918 Królestwo Galicji i Lodomerii
1915 Okupacja rosyjska
1918–1919 Republika Tarnobrzeska
1919–1939 województwo lwowskie
1939–1944 Generalne Gubernatorstwo (dystrykt krakowski, powiat dębicki)
1944–1975 województwo rzeszowskie
1975–1998 województwo tarnobrzeskie
Od 1999 województwo podkarpackie

## Demografia
Piramida wieku mieszkańców Tarnobrzega w 2014 roku.

## Podział administracyjny

Podział Tarnobrzega na osiedla

Tarnobrzeg podzielony jest na 16 osiedli, stanowiących jednostki pomocnicze gminy. Potocznie, jak i w mediach, używa się zamiennie sformułowania „dzielnica”. Administracyjne osiedla nawiązują do dawnych, historycznych odrębnych jednostek (gmin, wiosek, osad). Większość z nich przyłączona została w 1976 r. Tarnobrzeg stał się wtedy jednym z większych miast Polski pod względem zasięgu terytorialnego. Nienaturalne rozszerzenie granic miasta związane było z silną rozbudową przemysłu siarkowego, powstawaniem nowych osiedli mieszkaniowych oraz ustanowieniem stolicy nowo powstałego województwa. Powody rozszerzenia należy upatrywać w prognozach związanych z rokiem 2000, szacowano wtedy, że miasto przekroczy 100 tys. mieszkańców oraz utworzy z Sandomierzem konurbację. Kolejnym powodem była chęć zmniejszenia dysproporcji pomiędzy ówcześnie 40-tysięczną Stalową Wolą a 26-tysięcznym Tarnobrzegiem – stolicą województwa.
Ustanowiony w 1976 r. zasięg administracyjny prawie w całości pokrywa się z dawnymi posiadłościami rodu Tarnowskich (wyjątek stanowi Trześń, która to znalazła się w gminie Gorzyce).
Oficjalny podział na osiedla został ustanowiony na mocy uchwały Rady Miasta z 23 stycznia 1991 roku. Uchwalony wówczas podział utrzymał się prawie bez żadnych zmian do chwili obecnej, z wyjątkiem trzech zmian. Uchwała z 27 maja 1992 roku utworzyła osiedle Nagnajów z terenów przyłączonej do miasta 1 stycznia tegoż roku wsi o tej samej nazwie, z dniem 1 stycznia 1993 r. zniesiono osiedle Kajmów z wcieleniem jego terenów do osiedla Miechocin, zaś uchwałą z dnia 27 października 2011 roku z dotychczasowego osiedla Dzików wydzielono nowe osiedle Podłęże.

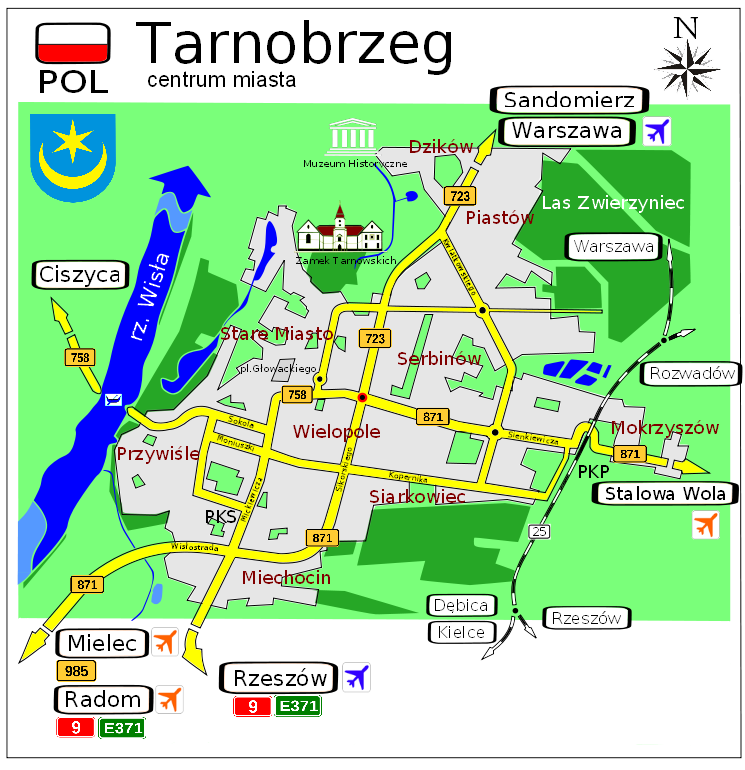
Tarnobrzeg – centrum

| Nazwa osiedla | Ludność (2021) |
| ------------- | -------------- |
| Dzików        | 2894           |
| Miechocin     | 1259           |
| Mokrzyszów    | 2387           |
| Nagnajów      | 164            |
| Ocice         | 598            |
| Piastów       | 1499           |
| Podłęże       | 1116           |
| Przywiśle     | 5187           |
| Serbinów      | 11 296         |
| Siarkowiec    | 5596           |
| Sielec        | 557            |
| Sobów         | 1697           |
| Stare Miasto  | 2271           |
| Wielopole     | 5985           |
| Wielowieś     | 1654           |
| Zakrzów       | 995            |

## Gospodarka

### Wydobywanie siarki
Tarnobrzeg był centrum wydobywania i przetwarzania siarki i kwasu siarkowego (zobacz: „Siarkopol”), lecz zamknięto wszystkie kopalnie siarki, kiedy wydobycie stało się ekonomicznie nieopłacalne. Najpierw została zamknięta kopalnia w Piasecznie, następnie kopalnia Machów (po 40 latach wydobywania siarki – kopalnia Machów była największą odkrywkową kopalnią siarki w Europie), a na końcu, w latach 90., kopalnia Jeziórko. Ta ostatnia była eksploatowana nieco dłużej, gdyż stosowano tam nowocześniejsze metody wydobycia siarki (metodą podziemnego wytopu), co ograniczało liczbę potrzebnych ludzi do pracy i skutkowało przez długi czas rentownością produkcji. Obecnie kopalnie Machów i Piaseczno zalewane są przez wodę z Wisły i tworzone są tam sztuczne zbiorniki. Od lat 90. XX wieku na terenach zakładów Siarkopol działa Tarnobrzeska Specjalna Strefa Ekonomiczna.

### Realizowane i przygotowywane inwestycje w Tarnobrzegu
- program kompleksowej poprawy gospodarki wodnej współfinansowany z unijnego Funduszu Spójności – rozbudowa sieci kanalizacyjnej i modernizacja ujęcia wody
- modernizacja stadionu piłkarskiego KS Siarka
- budowa dwupasmowej obwodnicy kategorii GP[potrzebny przypis]
- budowa mostu nad Wisłą na wysokości os. Zakrzów w ramach budowy drogi ekspresowej S74[potrzebny przypis]
- rekultywacja terenów posiarkowych (po zabezpieczeniu byłej odkrywkowej kopalni siarki i zalaniu jej wodą z Wisły, powstało Jezioro Tarnobrzeskie)

### Budownictwo
Niewielkie Stare Miasto składa się z kamienic skupionych wokół rynku. Pozostała część miasta (ponad 80%) powstała już po II wojnie światowej. Wraz z pojawieniem się przemysłu siarkowego masowo budowano osiedla mieszkalne (przeważnie w technologii wielkiej płyty), a także różnorakie obiekty, takie jak: stadion, sąd okręgowy, hala OSiR. W Tarnobrzegu zbudowano także ponad 8-kondygnacyjne budynki mieszkalne z wielkiej płyty. Obecnie, wykorzystując zalanie wyrobiska po kopalni Machów, władze miasta starają się zmienić wizerunek Tarnobrzega z „przemysłowego blokowiska” na ośrodek turystyczny.

### Bezrobocie

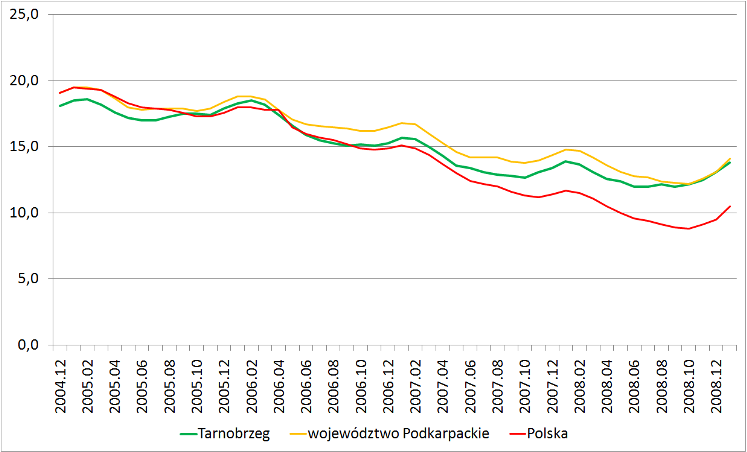

Powyższy wykres przedstawia bezrobocie w Tarnobrzegu w latach 2005–2008 na tle bezrobocia w Polsce oraz w województwie podkarpackim.

## Transport

### Publiczny transport zbiorowy
- PKP. Dworzec PKP znajduje się przy ulicy Dworcowej.
- PKS. Dworzec PKS znajduje się przy ulicy Mickiewicza PKS Tarnobrzeg Sp z o.o. Obsługuje linie do innych miejscowości, w tym linię nr 11 (Tarnobrzeg–Sandomierz), a także linie miejskie w innych miastach. Kiedyś zajezdnia PKS Tarnobrzeg położona była przy ulicy Sikorskiego (obecnie znajdują się tam WORD w Tarnobrzegu oraz sklep budowlany). Aktualnie leży ona na terenie dawnej zajezdni MKS Tarnobrzeg przy ulicy Zwierzynieckiej.
- Firma przewozowa POLKAR świadcząca usługi MPK na terenie miasta od czerwca 2013 roku. Firma obsługuje linie miejskie: A, B, C, 2, 3, 4, 6, 9, 9 BIS, 10, 12, 14, przewozy pracownicze oraz dowozy dzieci do szkół.
- Prywatni przewoźnicy – świadczący usługi na terenie miasta i okolic.

### Transport drogowy
Tarnobrzeg przecinają trzy drogi wojewódzkie nr DW723, DW758 i DW871 (Wisłostrada) (dawniej droga krajowa nr 84). Przez część miasta przebiega także droga krajowa nr 9. Główne ulice Tarnobrzega to: Wisłostrada, Sienkiewicza, Sikorskiego, Warszawska, Mickiewicza, Orląt Lwowskich, Litewska (d. Bema), Kopernika oraz Kwiatkowskiego.
W listopadzie 2022 ukończona została obwodnica Tarnobrzega. Obwodnica zaczyna się w pobliżu końca Wisłostrady (przy PKS), jedzie do stacji PKP i potem wzdłuż torów, a następnie dołącza do drogi na Sandomierz za stacją kolejową Sobów.
- 9E371  Droga krajowa nr 9 (E371): Jedlanka – Radom – Rudna Mała
- 723 Droga wojewódzka nr 723: Sandomierz – Tarnobrzeg
- 758 Droga wojewódzka nr 758: Iwaniska – Klimontów – Koprzywnica – Tarnobrzeg
- 871 Droga wojewódzka nr 871: Stalowa Wola – Tarnobrzeg
- 985 Droga wojewódzka nr 985: Tarnobrzeg – Mielec – Dębica

## Turystyka
Przez Tarnobrzeg przebiega jedna z tras Szlaku Architektury Drewnianej województwa podkarpackiego. Od 2007 r. także Szlak Chasydzki. Z Tarnobrzega można alternatywnie rozpocząć Małopolską Drogę św. Jakuba, której nieprzerwany szlak prowadzi przez całą Europę do Santiago de Compostela.
W bezpośrednim sąsiedztwie Tarnobrzega znajdują się: Sandomierz, Koprzywnica (obie miejscowości znane choćby z przebiegającego przez nie Szlaku Cysterskiego), Ujazd z Krzyżtoporem, Klimontów oraz oddalony o ok. 14 km Baranów Sandomierski (do Baranowa prowadzi zielony szlak PTTK Sandomierz – Majdan Królewski).
| Miejsce                                                                                       | Administracyjne Osiedle | Ważne informacje                                                                                                  |
| --------------------------------------------------------------------------------------------- | ----------------------- | --- |
| Barokowy kościół i klasztor Dominikanów z końca XVII wieku                                    | Stare Miasto            | Sanktuarium Matki Bożej Dzikowskiej (Tarnobrzeskiej), pierwszy punkt Tarnobrzeskiej Drogi św. Jakuba              |
| Kaplica i klasztor Dominikanek wraz z kościołem św. Gertrudy i św. Michała z połowy XIX wieku | Wielowieś               | przy klasztorze dominikanek znajduje się grób założycielki zgromadzenia służebnicy bożej Matki Kolumby Białeckiej |
| Pałac Tarnowskich w Dzikowie wraz z kompleksem parkowo – ogrodowym                            | Stare Miasto            | |
| Nowy cmentarz żydowski                                                                        | Serbinów                | założony w 1930 roku, z zabytkowym Ohelem                                                                         |
| Synagoga wybudowana w miejscu Starej synagogi                                                 | Stare Miasto            | obecnie Miejska Biblioteka Publiczna                                                                              |
| Gotycki kościół św. Marii Magdaleny z XIV wieku                                               | Miechocin               | |
| neogotycki Pałac Myśliwski (Szindlerów)                                                       | Mokrzyszów              | zaadaptowany pod potrzeby Centrum Kształcenia Nauczycieli                                                         |
| Kościół M.B. Nieustającej Pomocy                                                              | Serbinów                | liczne relikwie świętych i błogosławionych katolickich, monumentalny mozaikowy ołtarz                             |
| klasycystyczny Dwór Padewiczów                                                                | Nagnajów                | położony tuż przy Wisłostradzie                                                                                   |
| Las Zwierzyniecki                                                                             | Serbinów                | pozostałość Puszczy Sandomierskiej                                                                                |
| Jezioro Tarnobrzeskie                                                                         | Nagnajów/Miechocin      | sztuczny zbiornik powstały na terenach dawnej kopalni siarki, położony tuż przy Wisłostradzie                     |

## Oświata i szkolnictwo wyższe
W Tarnobrzegu jest 8 żłobków i klubów dziecięcych (2 miejskie, Misie Tulisie, 2 Małe Bajki, Nazaret, Bociankowo, Akademia Malucha), 14 przedszkoli, 10 szkół podstawowych, 6 gimnazjów, 12 szkół ponadgimnazjalnych oraz 3 szkoły wyższe. Państwowa Akademia Nauk Stosowanych powstała w 2001 roku (kształcąca na kierunkach humanistycznych na poziomie licencjackim). Wyższa Szkoła Handlowa – Zamiejscowy Wydział Nauk Ekonomicznych w Tarnobrzegu (powstał w 2003 roku) – kształci w zakresie ekonomii na poziomie licencjackim, inżynierskim oraz magisterskim, a także w zakresie stosunków międzynarodowych i bezpieczeństwa na poziomie licencjackim i inżynierskim. W 2016 roku Wydział został włączony do struktury Społecznej Akademii Nauk w Łodzi, który umożliwia kontynuowanie nauki na studiach doktoranckich na trzech kierunkach: w dziedzinach nauk ekonomicznych, informatycznych oraz językoznawstwa.

## Kultura
Tarnobrzeg posiada sieć instytucji z dziedziny kultury. Tworzą ją m.in.: sieć bibliotek publicznych, biblioteki parafialne (klasztorna OO. Dominikanów, parafii serbinowskiej) i biblioteki szkolne (w tym uczelni wyższych). Główne życie miasta skupione jest w Tarnobrzeskim Domu Kultury (dawna nazwa Wojewódzki Dom Kultury). W nim odbywają się spektakle teatralne (w tym Barbórkowa Drama Teatralna) oraz projekcje filmowe. 8 stycznia 2008 roku zamknięto Kino Wisła spełniające dotychczas tę funkcję. Amatorskie życie kulturalne skupiają także Środowiskowy Dom Kultury działający przy Tarnobrzeskiej Spółdzielni Mieszkaniowej oraz grupy teatralne i muzyczne powstałe na Serbinowie przy tamtejszej parafii. Wymienione ośrodki w przeważającej mierze organizują zajęcia dla dzieci i młodzieży. Sporadycznie koncerty muzyki poważnej organizuje Muzeum Historyczne Miasta Tarnobrzega.

### Imprezy cykliczne
- Bieg Noworoczny – styczeń
- Dni Tarnobrzega – maj, czerwiec
- Familiada – święto serbinowskiej parafii – czerwiec
- Międzynarodowe Koncerty Organowe – lipiec, sierpień
- Bartoszki Film Festival – międzynarodowy festiwal filmów niezależnych i kina offowego – sierpień
- Festiwal Piosenki Żeglarskiej „Nowy Brzeg – Nowa Fala”, tzw. Szantobrzeg – sierpień
- Tarnobrzeski Jarmark św. Dominika – sierpień (tarnobrzeska wersja Jarmarku dominikańskiego)
- Satyr Blues Nights – wrzesień
- Międzynarodowy Bieg Nadwiślański im. Alfreda Freyera – październik
- Chrześcijańskie Dni Kultury/Tarnobrzeskie Dni Społeczne – październik
- Śpiewograniec – ogólnopolski festiwal piosenki harcerskiej
- Konkurs Piosenki Wygraj Sukces – największy w Polsce festiwal piosenki dziecięcej i młodzieżowej[24]
- Barbórkowa Drama Teatralna – grudzień[25]
- Stylowe Uderzenie Ogólnopolski Turniej Tańca Break Dance[potrzebny przypis] – listopad

### Media
- Telewizja
  - Miejska Telewizja Tarnobrzeg[26] – redakcja
  - Telewizja Lokalna – redakcja
  - Katolicka Telewizja Serbinów – redakcja
  - iTV Wisła – redakcja
  - TV Dominikanie – redakcja
- Radio
  - Radio Leliwa[27] – redakcja
  - Polskie Radio Rzeszów[28] – oddział redakcji
- Prasa
  - Tygodnik Nadwiślański[29] – tygodnik – redakcja
  - Sztafeta[30] – tygodnik – oddział redakcji
  - Echo Dnia[31] – dziennik – oddział redakcji
  - Nowiny[32] – dziennik – oddział redakcji
  - Super Nowości[33] – dziennik – oddział redakcji
  - Dzikovia[34] – kwartalnik społeczno-kulturalny Towarzystwa Przyjaciół Tarnobrzega
  - Tarnobrzeskie Zeszyty Historyczne – czasopismo Tarnobrzeskiego Towarzystwa Historycznego

- Internet
  - Tarnobrzeg.info[35]
  - TwojRegion24.pl[36]
  - NadWisla24.pl[37]
  - Mojadolina.pl[38]
  - Info-Tarnobrzeg.pl[39]

## Wspólnoty wyznaniowe
Kościół rzymskokatolicki
| Nazwa                              | Data erygowania parafii | Administracyjne Osiedle | Główny kościół (budynek)                                                                                           | Kościoły filialne                               |
| ---------------------------------- | ----------------------- | ----------------------- | --- | ----------------------------------------------- |
| parafia św. Marii Magdaleny        | ok. 1132                | Miechocin               | kościół św. Marii Magdaleny (wybudowany ok. 1160 r.)                                                               | kościół filialny w Nagnajowie – Siedleszczanach |
| parafia św. Gertrudy i św. Michała | ok. 1215                | Wielowieś               | kościół św. Gertrudy i św. Michała (pierwszy drewniany z XII wieku, obecny z 1884 r.)                              | klasztor dominikanek                            |
| parafia Wniebowzięcia N.M.P.       | 1922                    | Stare Miasto            | Sanktuarium Matki Bożej Dzikowskiej, klasztor dominikanów (pierwszy drewniany kościół z 1667 r., obecny z 1706 r.) | kaplica Męki Pańskiej                           |
| parafia M.B. Częstochowskiej       | 1969                    | Sobów                   | Kościół M.B. Częstochowskiej (1991 r.)                                                                             |                                                 |
| parafia Dobrego Pasterza           | 1972                    | Mokrzyszów              | kościół Dobrego Pasterza (1990 r.)                                                                                 |                                                 |
| parafia M.B. Nieustającej Pomocy   | 1980                    | Serbinów                | kościół M.B. Nieustającej Pomocy (drewniany z 1979 r., obecny z 1984 r.)                                           | kaplica Wszystkich Świętych (2009 r.)           |
| parafia Nawiedzenia NMP            | 1985                    | Zakrzów                 | kościół Nawiedzenia NMP (1997 r.)                                                                                  | kaplica św. Jacka w Sielcu (XIX wiek)           |
| parafia św. Barbary                | 1989                    | Siarkowiec              | kościół św Barbary (drewniany od 1988 r., obecny z 1994 r.)                                                        |                                                 |
| parafia Miłosierdzia Bożego        | 1997                    | Dzików                  | kościół Miłosierdzia Bożego (1996 r.)                                                                              |                                                 |
| parafia Chrystusa Króla            | 2003                    | Przywiśle               | kościół Chrystusa Króla (2003 r.)                                                                                  |                                                 |

Protestantyzm
- Kościół Chrześcijan Baptystów:
  - placówka w Tarnobrzegu zboru Kościoła Chrześcijan Baptystów w Tarnowie[54][55]
- Kościół Zielonoświątkowy:
  - zbór „Zwiastun”[56]

Świadkowie Jehowy
- zbór Tarnobrzeg (Sala Królestwa ul. Wrzosowa 25)[57].

## Sport

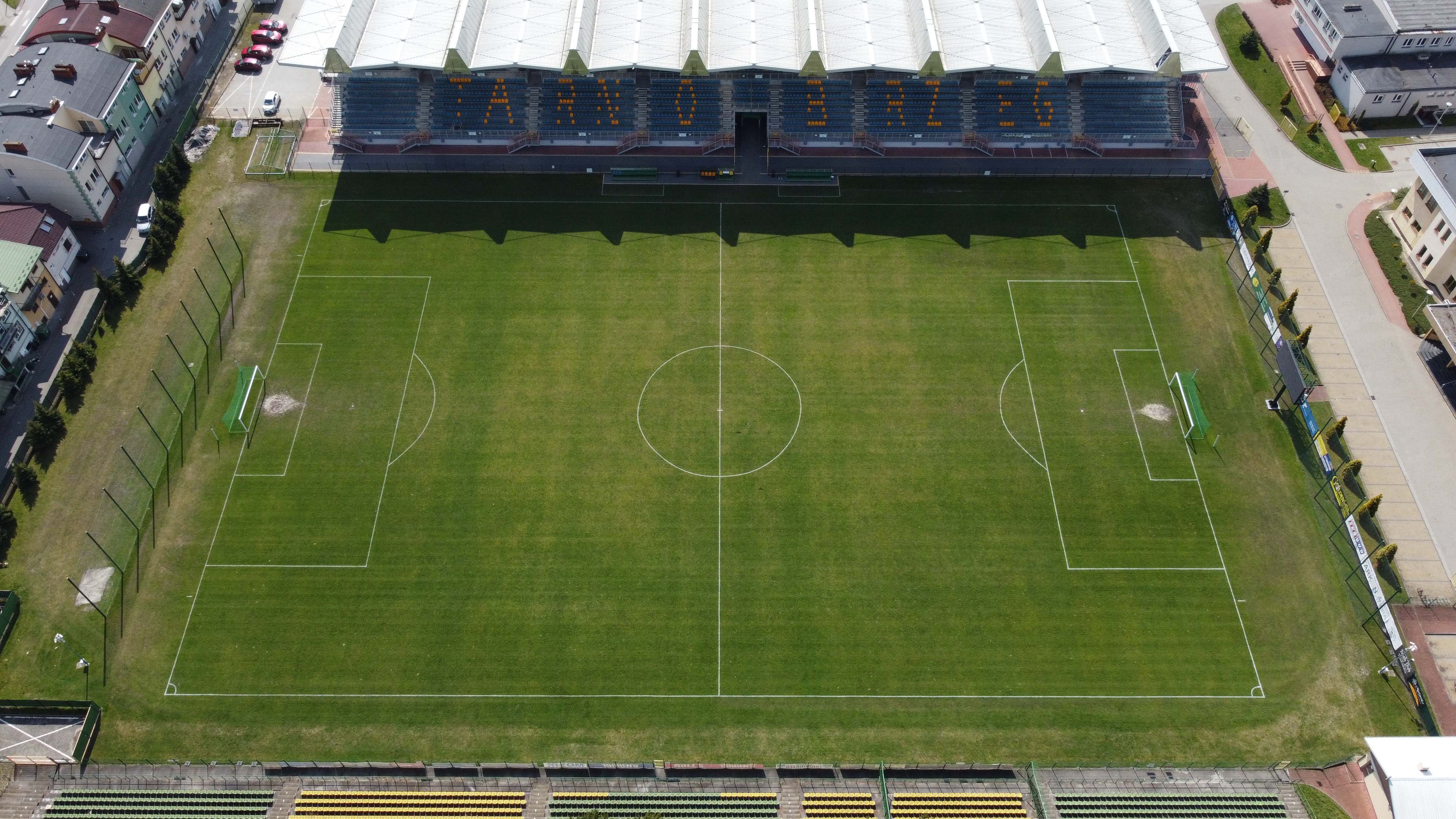
Stadion Miejski w Tarnobrzegu

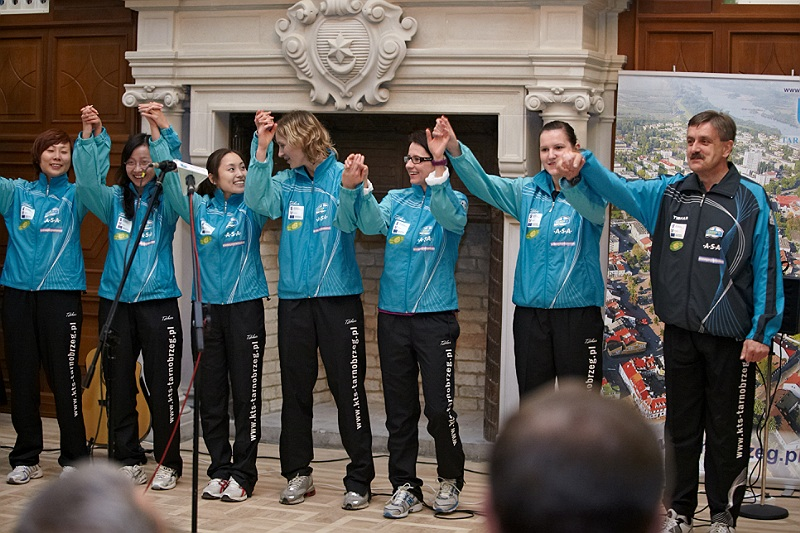
Tenisistki stołowe KTS Tarnobrzeg podczas prezentacji zespołu w sezonie 2011/2012

- Siarka Tarnobrzeg – klub piłkarski[58] i koszykarski[59]
- Klub Tenisa Stołowego Enea Siarka Tarnobrzeg – Zwycięzca Ligi Mistrzyń ETTU, zwycięzca Pucharu Europy, wielokrotny finalista Pucharu Europy i LM ETTU, 29-krotny drużynowy mistrz Polski w tenisie stołowym kobiet
- Uczniowski Klub Sportowy „Wspólnota” Serbinów Tarnobrzeg[60]
- Osiedlowy Klub Sportowy Wielowieś Tarnobrzeg[61]
- Osiedlowy Zespół Sportowy „Iskra” Sobów Tarnobrzeg[62]
- Osiedlowy Klub Sportowy Mokrzyszów Tarnobrzeg[63]
- Osiedlowy Zespół Sportowy „Koniczynka” Ocice Tarnobrzeg[64]
- OSiR – Ośrodek Sportu i Rekreacji „Wisła”
- TSSPS Bartosze – Klub Siatkarski

## Tarnobrzeżanie
Według raportu Głównego Urzędu Statystycznego „Trwanie życia” z 2012 roku, Tarnobrzeg zajmuje 1. miejsce w kraju pod względem średniej długości życia kobiet (82,7) oraz 4 pod względem średniej długości życia mężczyzn (75,5).

## Współpraca międzynarodowa
Miasta i gminy partnerskie:

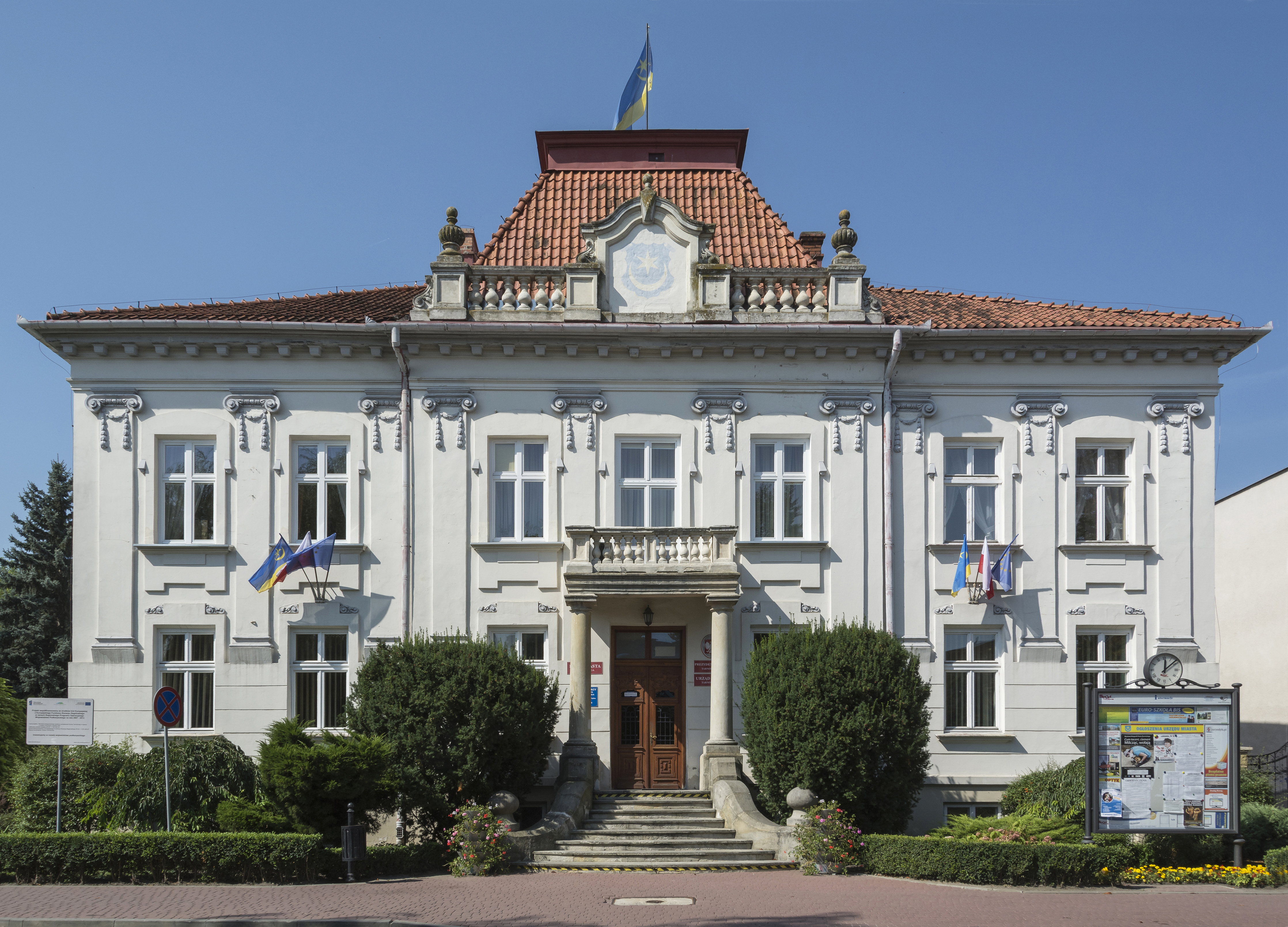
Ratusz w Tarnobrzegu

- Bańska Bystrzyca, Słowacja (różne daty: 1995 lub 20 listopada 2001 r.[66][67])
- Czernihów, Ukraina (od 6 czerwca 2008 r.[66])

Miasto współpracuje również z Federacją Stowarzyszeń Laickich w  Épinal.

## Kwestie językowe
Nazwa miasta – Tarnobrzeg – sprawia problemy deklinacyjne. Szczególnie kłopotliwy jest dopełniacz: do Tarnobrzega, z Tarnobrzega / do Tarnobrzegu, z Tarnobrzegu. Mieszkańcy miasta używają formy do Tarnobrzega podkreślając, że jest to historyczna forma używana w samym mieście nawiązująca do pierwotnej nazwy Nowego Tarnowa. Zwolennicy formy do Tarnobrzegu podkreślają logiczną analogię miast Kołobrzeg i Brzeg. W radiowo-telewizyjnych językowych programach poradnikowych profesorowie Bralczyk i Miodek stali na stanowisku, że obie formy są poprawne, ze wskazaniem na formę do Tarnobrzega, gdyż, mimo że nie logiczna, bliższa jest miejscowej ludności, a do Tarnobrzegu jest formą stosunkowo nową i utożsamiana z ludnością napływową, przybyłą po odkryciu złóż siarki, a mimo że w mniejszości, próbującą narzucić własną odmianę.
„Poradnia językowa Polskiej Akademii Nauk” i „Uniwersalny słownik języka polskiego PWN” podają jako jedyną poprawną formę do Tarnobrzega. Kuriozum w tej sytuacji jest nazewnictwo urzędów w mieście: Prezydent Miasta Tarnobrzeg, Urząd Miasta Tarnobrzeg, Rada Miasta Tarnobrzeg, co analogicznie porównywalne mogłoby być z niepoprawnymi formami Prezydent Miasta Warszawa, Prezydent Miasta Kraków. Na stronach tarnobrzeskiego Biuletynu Informacji Publicznej funkcjonuje Muzeum Historyczne Miasta Tarnobrzeg, jednak już na tej samej stronie przy odwołaniu do statutu Muzeum oraz na oficjalnej stronie Muzeum funkcjonuje nazwa Muzeum Historyczne Miasta Tarnobrzega. Podobnie formę Tarnobrzega przyjmują wszystkie inne instytucje, urzędy i obiekty użyteczności publicznej (np.: Biblioteka Miejska, Dni Tarnobrzega). Jedynymi niedyskusyjnymi formami są: w Tarnobrzegu, o Tarnobrzegu, z Tarnobrzegiem.